# Mário Eloy
Mário Eloy (né le 15 mars 1900 à Algés – mort le 6 septembre 1951 à Lisbonne) est un peintre portugais.

## Biographie
Le style de Mário Eloy montre l’influence de peintres comme van Gogh, Picasso et, surtout, de l’expressionnisme allemand, qu’il a admiré durant son séjour en Allemagne de 1927 à 1932, principalement Karl Hofer.
Après son retour au Portugal, il devient un des meilleurs représentants de l’expressionnisme dans son pays. Certaines de ses œuvres tardives, comme Enterro (c. 1940), semblent anticiper le surréalisme au Portugal.
Il cesse de peindre en 1944 à cause de troubles psychiatriques et passe le reste de sa vie dans un hôpital psychiatrique.